# Санта-Клара (Коимбра)
Санта-Клара (порт. Santa Clara) — район (фрегезия) в Португалии, входит в округ Коимбра. Является составной частью муниципалитета Коимбра. Находится в составе крупной городской агломерации Большая Коимбра. По старому административному делению входил в провинцию Бейра-Литорал. Входит в экономико-статистический субрегион Байшу-Мондегу, который входит в Центральный регион. Население составляет 9637 человек на 2001 год. Занимает площадь 9,77 км².